# رمزگذاری دو پایه
رمزگذاری دو پایه، یک روش نسل جدید (توان-بالا) en:DNA sequencing#Next-generation methods از توالی‌یابی دی‌ان‌ای می‌باشد که توسط نام تجاری Applied Biosystems در سال ۲۰۰۷ میلادی توسعه یافت و از سال ۲۰۰۸ میلادی برای استفاده به‌طور تجاری در دسترس می‌باشد.
در این روش از توالی‌یالی، صدها هزار رشته در آن واحد خوانده می‌شوند. روش‌هایی مانند پیرو توالی ۴۵۴ en:454 Life Sciences که در سال ۲۰۰۵ عرضه شد، روش Solexa (معرفی شده در سال ۱۹۹۸ میلادی و عرضه شده در سال ۲۰۰۶ میلادی) و روش SOLiD که در سال ۲۰۰۷ میلادی عرضه شد؛ آخرین روش دکر شده، خود نیز اسم دیگری برای رمزگذاری دو پایه درنظر گرفته می‌شود. همگی روش‌های گفته شده، هزینهٔ توالی‌یابی را کاهش داده و ظرفیت توالی‌یابی را افزایش دادند. جدول زیر مقایسه‌ای از عملکرد کلی چند روش توالی‌یابی گوناگون می‌باشد:
| اسم توالی‌یاب                     | 454 GS FLX               | SOLiDv4                        | Sanger 3730xl              |
| نحوهٔ توالی‌یابی                   | پیرو توالی               | انعقاد و رمزگذاری دو پایه      | خاتمهٔ زنجیره‌های دید اکسی   |
| طول خواندن‌ها                     | ۷۰۰ pb                   | ۵۰ + ۳۵ bp یا ۵۰ + ۵۰ bp       | ۴۰۰ ~ ۹۰۰ bp               |
| دقت                              | ۹۹٫۹٪                    | ۹۹٫۹۴٪                         | ۹۹٫۹۹۹٪                    |
| مقدار خواندن‌ها                   | ۱ M                      | ۱۲۰۰~۱۴۰۰ M                    | -                          |
| حجم خروجی به ازای هر بار استفاده | ۷۰۰ Mb                   | ۱۲۰ Gb                         | ۱٫۹~۸۴ Kb                  |
| زمان اجرا به ازای هر بار استفاده | ۲۴ ساعت                  | ۷ روز یا ۱۴ روز                | ۲۰ دقیقه ~ ۳ ساعت          |
| مزایا                            | طول خواندن‌ها - سرعت      | دقت                            | دقت بالا - طول خواندن بالا |
| معایب                            | قیمت بالا - توان کاری کم | خواندن‌های کوتاه                | قیمن بالا - توان کاری کم   |
| قیمت قطعه                        | $۵۰۰٬۰۰۰                 | ۴۹۵٬۰۰۰$                       | $۹۵٬۰۰۰                    |
| قیمت به‌کارگیری                   | $۷۰۰۰ به ازای هر اجرا    | $۱۵٬۰۰۰ به ازای هر ۱۰۰ گیگابیت | $۴ به ازای هر ۸۰۰ واکنش bp |
| حافظه                            | ۴۸ GB                    | ۱۶ GB                          | ۱ GB                       |
| HDD                              | ۱٫۱ TB                   | ۱۰ TB                          | ۲۸۰ GB                     |
| خودکار بودن تهیهٔ کتابخانه        | بله                      | بله                            | خیر                        |
| هزینه به ازای هر میلیون پایه     | $۱۰                      | $۰٫۱۳                          | $۲۴۰۰                      |
| -------------------------------- | ------------------------ | ------------------------------ | -------------------------- |

## نحوهٔ انجام

در این تصویر، تناظر رنگ‌های مورد استفاده به ازای دو پایهٔ مختلف در رمزگذاری دو پایه قابل مشاهده می‌باشد. دقت کنید که رنگ‌ها تشکیل قطر پراکنده می‌دهند.

در این روش، به جای استفاده از یک پروب که پایهٔ موجود در جایگاه ۵ را می‌خواند، از دو یک پروب دو-رمزه استفاده می‌شود که پایه‌های موجود در جایگاه ۴ و ۵ را می‌خوانند. برای انجام رمزگذاری دوپایه، از مفهوم فضای رنگ استفاده می‌شود. در تصویر مقابل می‌توان رنگ‌های مورد استفاده به ازای پایه‌های مختلف را مشاهده نمود.
معرفی این روش، با این موضوع همراه است که بدست آوردن اطلاعات از یک رشته، توسط دو خانوادهٔ مختلف از پروب میسر می‌باشد.
نحوهٔ تشخیص رشتهٔ نهایی بدین صورت است که پس از تشخیص رنگ‌های مشاهده شده از رشتهٔ اصلی، نوبت به رمزگشایی از رنگ‌های دیده شده با توجه به تصویر بالا می‌باشد. در مثال مقابل از یک ترکیب رنگی، هر آرایش ممکن از نوکلئوتیدها زیر هر رنگ آمده‌است.

در این تصویر یک مثال از رنگ‌های مشاهده شده آورده شده‌است و در زیر هر رنگ، تمامی ۴ حالت ممکن برای قرارگیری نوکلئیدهای متناظر با آن آمده‌است.

همان‌طور که مشاهده می‌شود، هر رنگ، ممکن است ۴ آرایش گوناگون از پایه‌های نوکلئوتیدی باشد.
ولی نکته‌ای که پیدا است این می‌باشد که پایهٔ دوم متناظر با یک رنگ، باید با پایهٔ اول متناظر با رنگ بعدی خود یکی باشد.
نکتهٔ دیگر این است که با تعیین کردن آرایش متناظر با اولین رنگ، سایر رشته به صورت یکتا مشخص می‌شود؛ این بدین علت است که در شکلی که تناظر رنگ‌ها نشان داده شده‌است، پیدا می‌باشد که در هر سطر و هر ستون، از هر ۴ رنگ دقیقاً یک بار استفاده شده‌است و متناظراً، به ازای هر رنگ {\displaystyle C} و هر پایهٔ {\displaystyle B}، دقیقاً یک بار {\displaystyle B} به عنوان پایهٔ اول {\displaystyle C} و یک بار به عنوان پایهٔ دوم {\displaystyle C}دیده می‌شود.
این نتیجه می‌دهد با مشخص کردن اولین نوکلئوتید از رشته، می‌توان رشته را تکمیل کرد و این به تنها یک راه قابل انجام می‌باشد. برای مثال، یک آرایش ممکن، با فرض این‌که رشته با {\displaystyle A}شروع می‌شود، بقیهٔ رشته به شکل زیر مشخص می‌شود:

در این تصویر یک نحوهٔ ممکن برای تشخیص رشتهٔ نهایی، با فرض شروع شدن رشته با نوکلئوتید آمده‌است. به یکتا بودن مسیر دقت کنید.

که یعنی رشتهٔ مورد نظر {\displaystyle AACAAGCCTC}می‌باشد.

## مزایا
با توجه به نحوهٔ رمزگشایی رنگ‌ها برای بدست آوردن رشتهٔ اصلی، چند نکته نتیجه می‌شود:
1. تشخیص نابه‌جایی در رشته آسوده می‌باشد؛ چرا که یک نابه‌جایی سبب می‌شود دو رنگ متوالی از رشتهٔ خوانده شده با رشتهٔ منبع تفاوت داشته باشد.
2. تشخیص خطای توالی‌یابی به سادگی صورت می‌گیرد؛ این وقتی رخ می‌دهد که تنها یک رنگ از رشتهٔ خوانده شده با رشتهٔ منبع اختلاف داشته باشد.

همچنین با توجه به این‌که از دو پایه برای تشخیص رشته استفاده می‌شود، احتمال رخ دادن خطا، مجذوری از احتمال رخ دادن خط برای یک پایه می‌باشد.

## معایب
اشتباه تشخیص دادن یک نوکلئوتید، سبب می‌شود بقیهٔ رشته خوانده شده نیز اشتباه تشخیص داده شود؛ چرا که همان‌طور در بخش نحوهٔ انجام اشاره شد، با مشخص کردن یک پایه (در هرجایی از رشته)، سایر رشته حتماً قابل تشکیل می‌باشد و به‌طور یکتا مشخص می‌شود.